# Élections cantonales de 2006 à Saint-Pierre-et-Miquelon
Les élections territoriales de 2006 à Saint-Pierre-et-Miquelon se sont tenues le 19 mars. Elles visent à renouveler le conseil général de la collectivité territoriale de Saint-Pierre-et-Miquelon, composé de 19 élus, 15 pour la circonscription de Saint-Pierre et quatre pour celle de Miquelon-Langlade pour une durée de six ans. Les précédentes élections ont eu lieu en 2000.

## Modalités
Le conseil général de Saint-Pierre-et-Miquelon comprend 19 membres élus, représentant deux circonscriptions électorales, qui correspondent aux deux communes : Saint-Pierre (15 conseillers) et Miquelon-Langlade (4 conseillers). Le conseil général est renouvelé intégralement tous les six ans. Saint-Pierre-et-Miquelon a le statut de collectivité territoriale depuis 1985.

## Listes en présence

### Circonscription de Saint-Pierre
Dans la circonscription de Saint-Pierre, deux listes sont en présence pour l'élection des conseillers généraux du dimanche 19 mars 2006 :
- liste « Archipel demain », conduite par Stéphane Artano ;
- liste « Cap sur l'avenir », conduite par Annick Girardin.

### Circonscription de Miquelon-Langlade
Dans la circonscription de Miquelon-Langlade, deux listes sont en présence pour l'élection des conseillers généraux du dimanche 19 mars 2006 :
- liste « Archipel demain de Miquelon », conduite par Céline Gaspard ;
- liste « SPM Ensemble », conduite par Stéphane Coste.

## Résultats
| Liste          | Liste          | Tête de liste   | Saint-Pierre | Saint-Pierre | Saint-Pierre | Miquelon-Langlade | Miquelon-Langlade | Miquelon-Langlade | Total | Total | Total  |
| Liste          | Liste          | Tête de liste   | Voix         | %            | Sièges       | Voix              | %                 | Sièges            | Voix  | %     | Sièges |
| -------------- | -------------- | --------------- | ------------ | ------------ | ------------ | ----------------- | ----------------- | ----------------- | ----- | ----- | ------ |
|                | AD             | Stéphane Artano | 1 887        | 66,80        | 13           | 162               | 60,90             | 3                 | 2 049 | 66,27 | 16     |
|                | CSA            | Annick Girardin | 939          | 33,24        | 2            |                   |                   |                   | 939   | 30,37 | 2      |
|                | EPC            | Stéphane Coste  |              |              |              | 104               | 39,10             | 1                 | 104   | 3,36  | 1      |
|                |                |                 |              |              |              |                   |                   |                   |       |       |        |
| Exprimés       | Exprimés       | Exprimés        | 2 825        | 90,23        |              | 266               | 80,61             |                   | 3 091 | 89,31 |        |
| Blancs et nuls | Blancs et nuls | Blancs et nuls  | 306          | 9,77         | 64           | 19,39             | 370               | 10,69             |       |       |        |
| Total          | Total          | Total           | 3 131        | 71,80        | 15           | 330               | 65,48             | 4                 | 3 461 | 71,14 | 19     |
| Abstentions    | Abstentions    | Abstentions     | 1 230        | 28,20        |              | 174               | 34,52             |                   | 1 404 | 28,86 |        |
| Inscrits       | Inscrits       | Inscrits        | 4 361        | 100,00       | 504          | 100,00            | 4 865             | 100,00            |       |       |        |

## Composition du conseil général à l'issue des élections de 2006
| Conseiller           | Liste                    | Circonscription   | Fonction                                       |
| -------------------- | ------------------------ | ----------------- | ---------------------------------------------- |
| Stéphane Artano      | Archipel demain          | Saint-Pierre      | Président du conseil général et exécutif       |
| Françoise Letournel  | Archipel demain          | Saint-Pierre      | Vice-présidente du conseil général et exécutif |
| Gérard Briand        | Archipel demain          | Saint-Pierre      | Vice-président du conseil général et exécutif  |
| Odile Beaupertuis    | Archipel demain          | Saint-Pierre      | Vice-présidente du conseil général et exécutif |
| Jean-Yves Desdouets  | Archipel demain          | Saint-Pierre      | Vice-président du conseil général et exécutif  |
| Jean-Pierre Lebailly | Archipel demain          | Saint-Pierre      | Membre du conseil exécutif                     |
| Catherine de Arburn  | Archipel demain          | Saint-Pierre      |                                                |
| Gérard Grignon       | Archipel demain          | Saint-Pierre      |                                                |
| Claude Hacala        | Archipel demain          | Saint-Pierre      |                                                |
| Nathalie Rebmann     | Archipel demain          | Saint-Pierre      |                                                |
| Sonia Urdanabia      | Archipel demain          | Saint-Pierre      |                                                |
| Alain Goupillière    | Archipel demain          | Saint-Pierre      |                                                |
| Nicolas Gourmelon    | Archipel demain          | Saint-Pierre      |                                                |
| Céline Gaspard       | Archipel demain          | Miquelon-Langlade | Vice-présidente du conseil général et exécutif |
| Franck Detcheverry   | Archipel demain          | Miquelon-Langlade |                                                |
| Isabelle Ozon        | Archipel demain          | Miquelon-Langlade |                                                |
| Annick Girardin      | Cap sur l'avenir         | Saint-Pierre      |                                                |
| Yannick Cambray      | Cap sur l'avenir         | Saint-Pierre      |                                                |
| Stéphane Coste       | Ensemble pour construire | Miquelon-Langlade | Membre du conseil exécutif                     |